# Pointe des Almadies

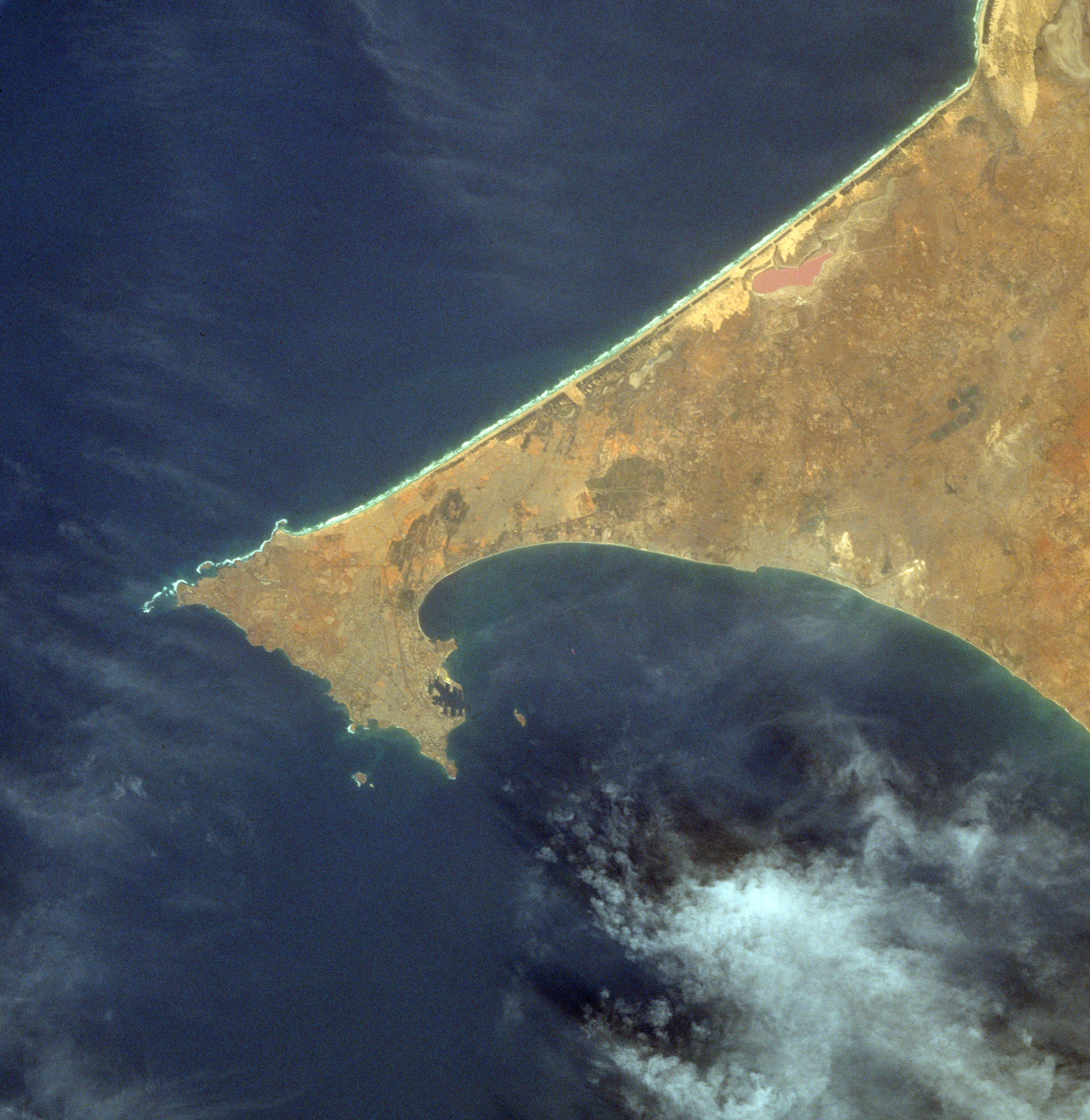
Lägeskarta

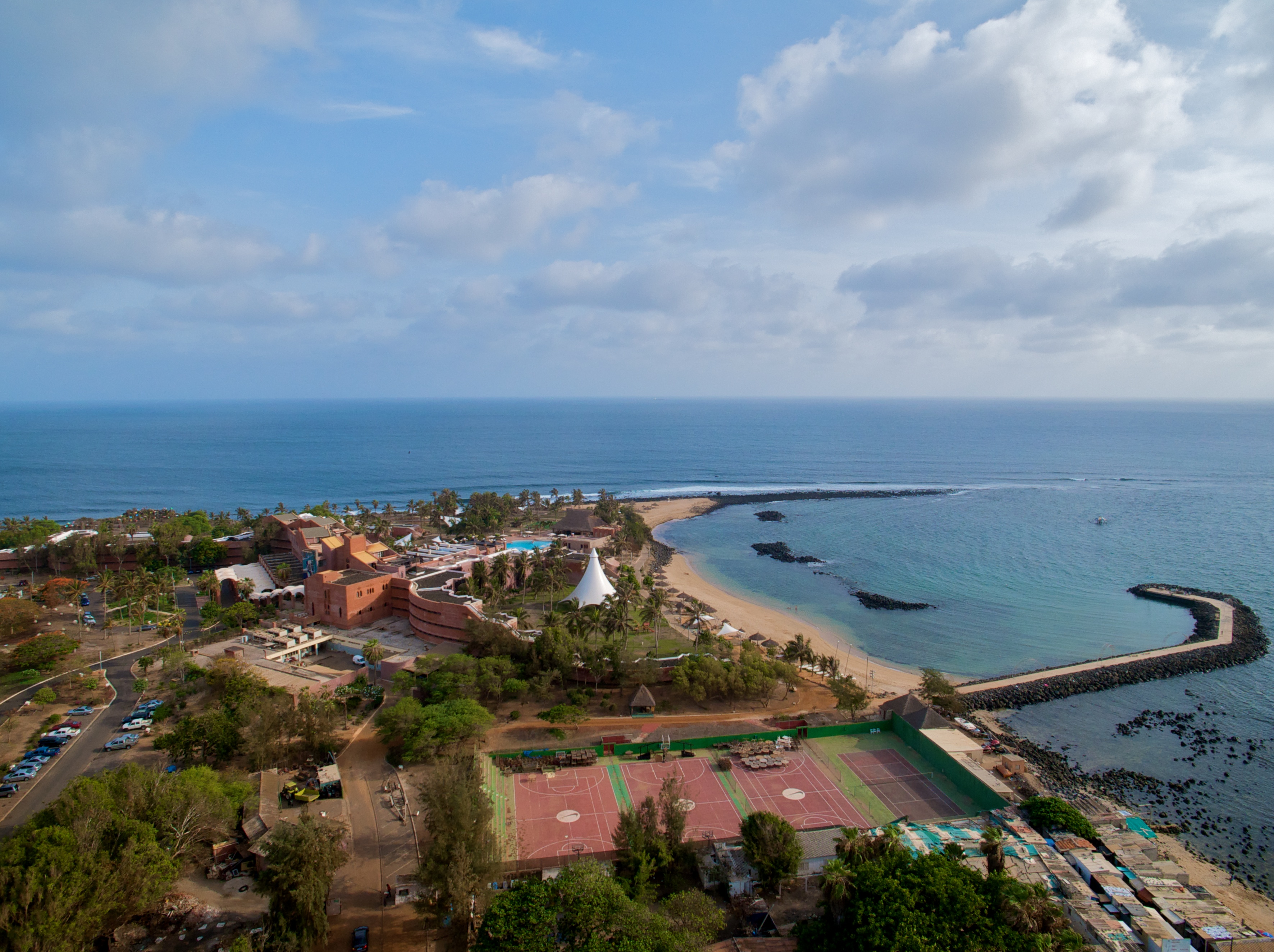
Pointe des Almadies

Pointe des Almadies eller Kap Almadies (franska Pointe des Almadies) är en udde i västra Senegal och är den västligaste punkten på den afrikanska kontinenten och tillhör samtidigt världens yttersta platser.

## Geografi
Pointe des Almadies ligger längst västerut på Presqu'île du Cap-Vert (Kap Verdehalvön) i Dakarregionen och cirka 13 km nordväst om huvudstaden Dakar .
Udden är stenig och lite småkulligt med en högsta höjd på kullarna Les Deux Mamelles på ca 100 m. Vid udden finns också den 56 meter höga fyren Chaussée des Almadies Light. Ca 3 km öster om udden ligger även Dakars internationella flygplats "Dakar-Yoff-Léopold Sédar Senghor International Airport" (flygplatskod "DKR").
Förvaltningsmässigt utgör udden en del av arrondissement (distriktet) "N'gor" som är ett fashionabelt distrikt i Dakar med en rad lyxhotell och restauranger.

## Historia
Området har varit bebodd av woloffolket sedan lång tid.
Namnet härstammar från det arabiska ordet Al Mahdi för "vägleda".